# Øyvind Vennerød
Øyvind Christian Vennerød, född 22 juli 1919 i Oslo, död där 27 september 1991, var en norsk filmregissör, filmproducent och manusförfattare.
Vennerød var son till överrättssakförare Johannes Bjørn Vennerød (1883–1939) och Jacobine Dorothea Ingegerd Johnsen (1885–1973). Han var från 1944 gift med produktionsledaren Anne Margrethe Waagaard (1920–1999). Familjen bodde i Oslo och Øyvind Vennerød tog examen artium där 1939. Han studerade därefter vid Treiders handelsskola med studieuppehåll i utlandet. Under andra världskriget arbetade han inom handel och försäljning. År 1946 startade han radioföretaget Vennerød & Dahl i Oslo tillsammans med Jan Fredrik Dahl. Åren 1949–1953 arbetade han med förlagsverksamhet och 1953 grundade han filmföretaget Contact Film A/S, där spelfilmen Brudebuketten (1953) blev den första film han producerade. Han producerade även Troll i ord (1954) och Arthurs forbrytelse (1955). I krigsfilmen Operation A K Y (1956) var han förutom producent även manusförfattare tillsammans med Jørn Ording.
Samarbetet med Ording fortsatte under de kommande åren. År 1957 skrev de libretto och sångtexter till operetten Fifty-Fifty som spelades på Centralteatret. Vennerød regidebuterade 1959 med Støv på hjernen, som följdes av Millionær for en aften (1960), Norges söner (1961) och Sønner av Norge kjøper bil (1962). Till samtliga dessa filmer skrevs manuset av Vennerød och Ording. Norges söner-filmerna och även Støv på hjernen blev enorma publikframgångar och gjordes i danska nyinspelningar. År 1964 regisserade Vennerød Alle tiders kupp, följt av To på topp (1965) och Dödsleken (1969), som blev hans sista film som regissör. Efter detta började Vennerød åter arbeta som producent och produktionsledare, vilket han gjorde fram till och med 1980-talet.

## Filmografi
Regi
- 1959 – Støv på hjernen
- 1960 – Millionær for en aften
- 1961 – Norges söner
- 1962 – Sønner av Norge kjøper bil
- 1964 – Alle tiders kupp
- 1965 – To på topp
- 1969 – Dödsleken

Manus
- 1956 – Operation A K Y
- 1959 – Støv på hjernen
- 1960 – Millionær for en aften
- 1961 – Støv på hjernen
- 1961 – Norges söner
- 1962 – Sønner av Norge kjøper bil
- 1962 – Det støver stadig
- 1964 – Alle tiders kupp
- 1965 – To på topp
- 1969 – Dödsleken

Producent
- 1953 – Brudebuketten
- 1954 – Kasserer Jensen
- 1954 – Troll i ord
- 1955 – Arthurs forbrytelse
- 1956 – Operation A K Y
- 1970 – Mästertjuven (exekutiv producent)
- 1971 – Gråt, elskede mann